# Ludwig Deppe

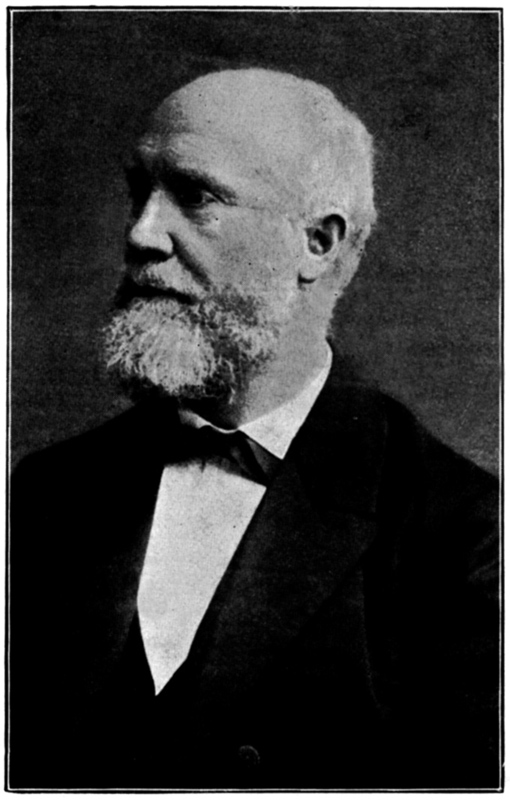
Ludwig Deppe

Ludwig Deppe (Barntrup-Alverdissen, 7 november 1828 – Bad Pyrmont, 5 september 1890) was een Duits componist, pianopedagoog en dirigent.
Deppe studeerde in Detmold viool en piano, maar ook compositie. Hij vestigde zich in 1857 in Hamburg als muziekdocent, nadat hij onder begeleiding van Eduard Marxsen in Altona en Johann Christian Lobe in Leipzig zijn studies afsloot.
Als hoofd van een zangkoor (de 'Gesang-Akademie', een oratoriumvereniging) viel zijn dirigeertalent al snel op, zodat hij belangrijke opdrachten kreeg zoals het dirigeren van oratoria van Georg Friedrich Händel in de St.-Michaelis-Kirche in Hamburg.
Na enige grotere concertreizen kreeg hij in 1871 de leiding van de Berliner Symphoniekapelle, een baan die hij echter na een jaar alweer opgaf om zijn grotere oratoriumproducties en het lesgeven uit te kunnen bouwen. Hiernaast had hij zich ook als dirigent van het Schlesisches Musikfest verdienstelijk gemaakt.
Onder zijn composities bevinden zich de ouvertures van Theodor Körners drama "Zriny" en "Don Karlos", een symfonie in F en een aantal werken voor koor. Deppe heeft ook door zijn instrumentaties van diverse oratoria van Händel als componist veel bijval gekregen.
Als pianopedagoog stond Deppe in hoog aanzien. Hij schreef onder meer Armleiden des Klavierspielers (1885), een werk dat zich op de pianotechniek richtte (meer in het bijzonder op het gebruik van spierbeheersing in schouders en arm), hoewel hij zijn theorieën op dit vlak in dit boek niet volledig uitgewerkt heeft.